# ウィリアム・エドウィン・サフォード
ウィリアム・エドウィン・サフォード（William Edwin Safford、1859年12月14日 - 1926年1月10日）は、アメリカ合衆国の海軍軍人、植物学者。グアム副統治官。グアム島の植物学・民俗学的記録を残した。

## 略歴
オハイオ州のチリコシー生まれ。 1880年、海軍兵学校卒業。イェール大学やハーバード大学でも学ぶ。1898年の米西戦争に参加し、1899年にグアム島の海軍施政官(アメリカ海軍知事)、リチャード・レアリー（Richard P. Leary）の副官に任じられた。実質上の日常的な統治業務や訴訟はサフォードに委任され、緊急的な場合を除いて、レアリーの指示はなかった。
グアムに駐在した間、島の重要な有用植物の調査を行い、アメリカ国立標本館の会誌に "Useful Plants of the Island of Guam"として発表した。グアムの民族学的研究のパイオニアワークであり、植物学的な見地や現地の習俗への洞察が含まれていた。グアムのチャモロ語に関するモノグラフも発表した。
1900年にレアリーが海軍施政官を退任した後。サフォードは海軍を退役し、アメリカ農務省の植物研究者となった。1920年にジョージ・ワシントン大学から博士号を授与された。
ウラボシ科の植物、Lellingeria saffordiiなどに献名された。

## 著作
- The Chamorro Language of the Island of Guam (1905)
- Useful Plants of the Island of Guam (1905) (Reissue 2009, Guamology Publishing)
- Cactaceae of Northeastern and Central Mexico (1909)
- Edible Plants and Textiles of Ancient America (1916)
- Natural History of Paradise Key and the Nearby Everglades of Florida (1919)
- Notes on the Genus Dahlia, with Descriptions of New Species (1919)
- Synopsis of the Genus Datura (1921)
- Daturas of the Old World and New (1922)
- Ant Acacias and Acacia Ants of Mexico and Central America (1923)